# Dadagavialis gunai
Dadagavialis gunai is een uitgestorven gaviaal, die in het Vroeg-Mioceen in zuidelijk Noord-Amerika leefde.

## Fossiele vondsten
In 2018 werden twee fossielen van Dadagavialis beschreven: een gedeeltelijke schedel met een deel van de snuit en een gedeeltelijke onderkaak. De fossielen zijn gevonden in de Cucaracha-formatie in het kanaalbekken in Panama. De vondsten dateren uit het Vroeg-Mioceen met een ouderdom van 18,8 miljoen jaar. 

## Kenmerken
Dadagavialis was een kleine gaviaal met een schedellengte van ongeveer veertig centimeter en een totale lengte van ongeveer tweehonderdzevenentwintig centimeter. Het dier had een lange, smalle snuit. Dadagavialis leefde in kustgebieden en voedde zich met kleine prooidieren.

## Verwantschap
Dadagavialis behoort tot de Gryposuchinae, een onderfamilie van hoofdzakelijk Zuid-Amerikaanse gavialen. Het centrale deel van Panama was in het Vroeg-Mioceen het zuidelijkste deel van het Noord-Amerikaanse continent, grenzend aan de Midden-Amerikaanse zeestraat. Deze zeestraat scheidde Noord- en Zuid-Amerika van elkaar totdat de landengte van Panama zich had gevormd.